# トレモリン
トレモリン（英：Tremorine）は動物に振戦を起こさせるために科学研究に使用される薬物である。振戦は抗パーキンソン病薬によって治療される主要な症状であるため、これはパーキンソン病治療薬の開発に使用される。交感神経β受容体遮断薬もトレモリンの作用を打ち消すのに有効である。

## 歴史
トレモリンは1956〜1957年にEverettらによって初めて報告された。

## 関連記事
- オキソトレモリン